# Lars Klareskog

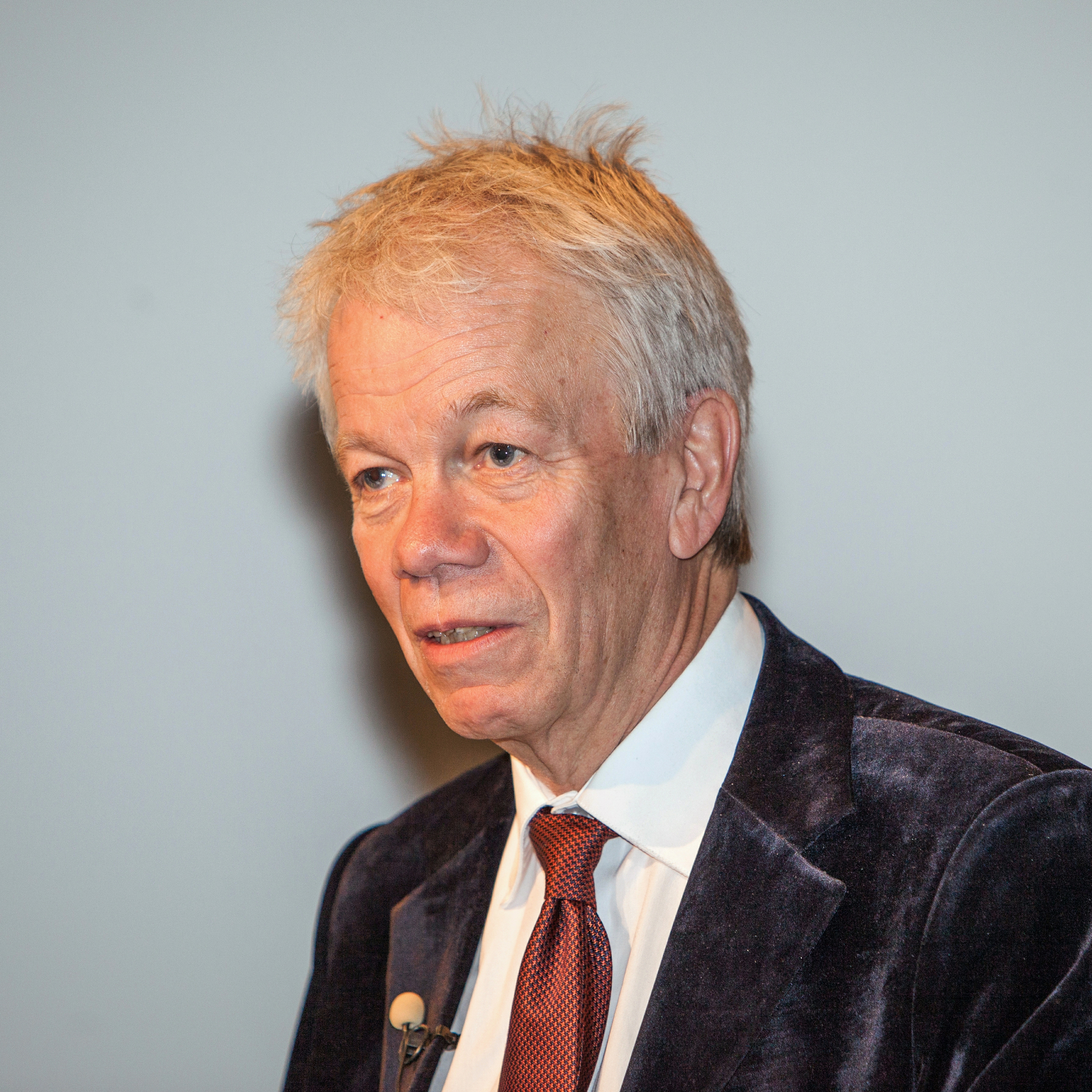
Lars Klareskog

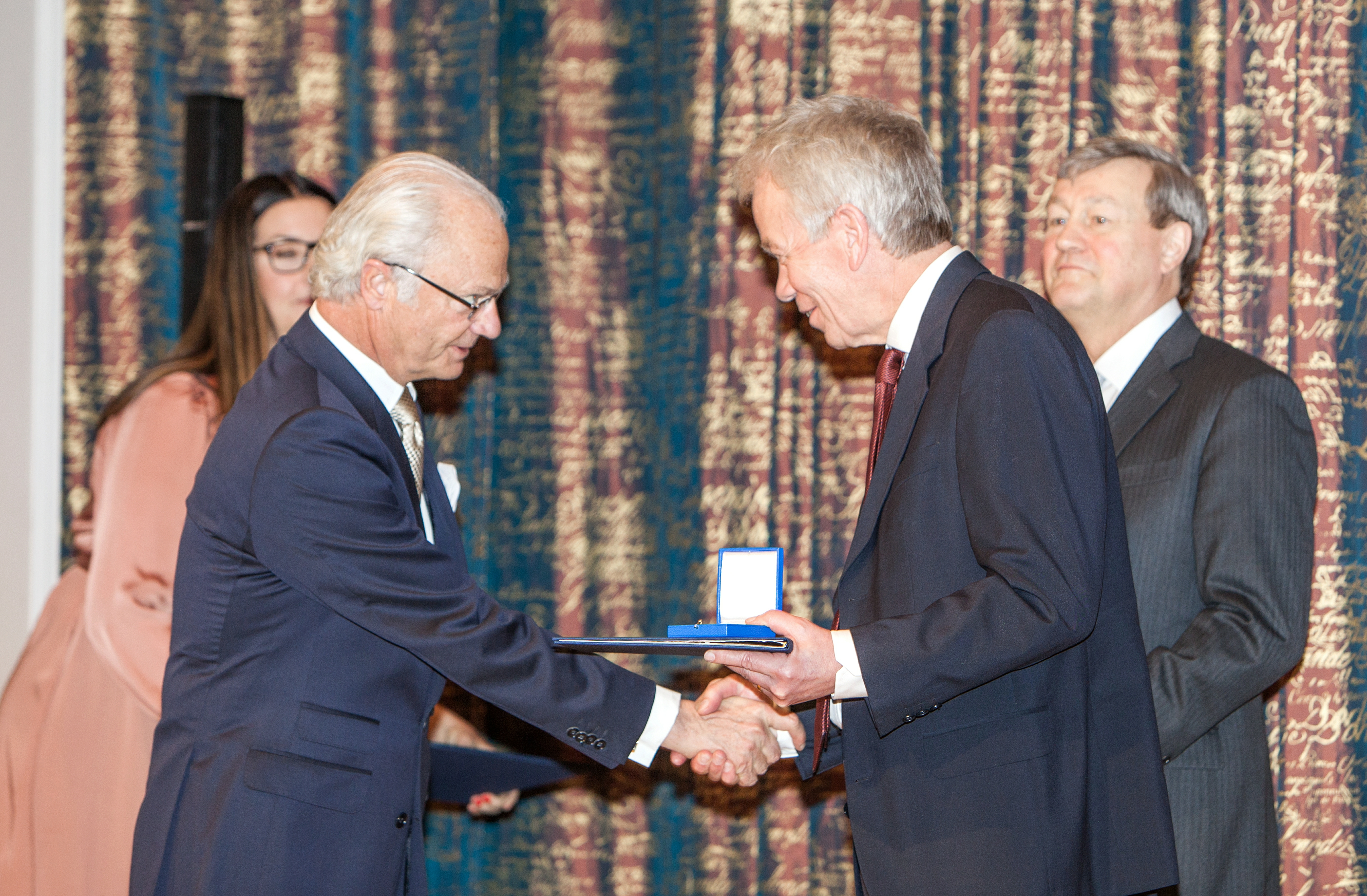
Carl XVI Gustaf överräcker 2013 års Crafoordpris till Lars Klareskog

Lars Klareskog, född 1945, är en svensk medicinsk forskare.
Klareskog disputerade 1978 vid Uppsala universitet . Han utnämndes 1993 till professor i reumatologi vid Karolinska Institutet. Han var under 2011 ordförande för Nobelförsamlingen vid Karolinska Institutet.

## Utmärkelser
- 2010 Söderbergska priset
- 2013 Crafoordpriset